# Berg en Dal (Suriname)
Berg en Dal (Sranantongo: Bergi), is een dorp en voormalige plantage in Suriname; ongeveer 100 km ten zuiden van Paramaribo in het noorden van het district Brokopondo aan de linkeroever van de rivier Suriname, aan de voet van de Blauwe Berg (85 meter). Hier bevindt zich een toerismeresort en een cultuurhistorisch museum en informatiecentrum.

## Militaire post, goudmijn
De Europese koloniale geschiedenis van Berg en Dal begon 1713 met de aanleg van een militaire post ter bescherming van de noordelijk stroomafwaarts aan de rivier Suriname gelegen plantages tegen aanvallen van de Marrons. Deze wachtpost was op de Blauwe Berg gevestigd, op oude kaarten ook als Armadille Hill (gordeldier-heuvel) of Parnassus Berg (Parnassus, berg van de muzen) aangeduid.
Vanaf 1717 werd hier onder bergdirecteur Salomon Herman Sanders uit Hessisch Oldendorf (toen een exclave van het Landgraafschap Hessen-Kassel) naar goud gegraven. Deze activiteiten heeft gouverneur Hendrik Temming 1722 gestopt, omdat de kosten voor de Sociëteit van Suriname, de eigenaar van Suriname en financier van de goudmijn, in geen verhouding tot de opbrengst stonden.

## Suikerplantage

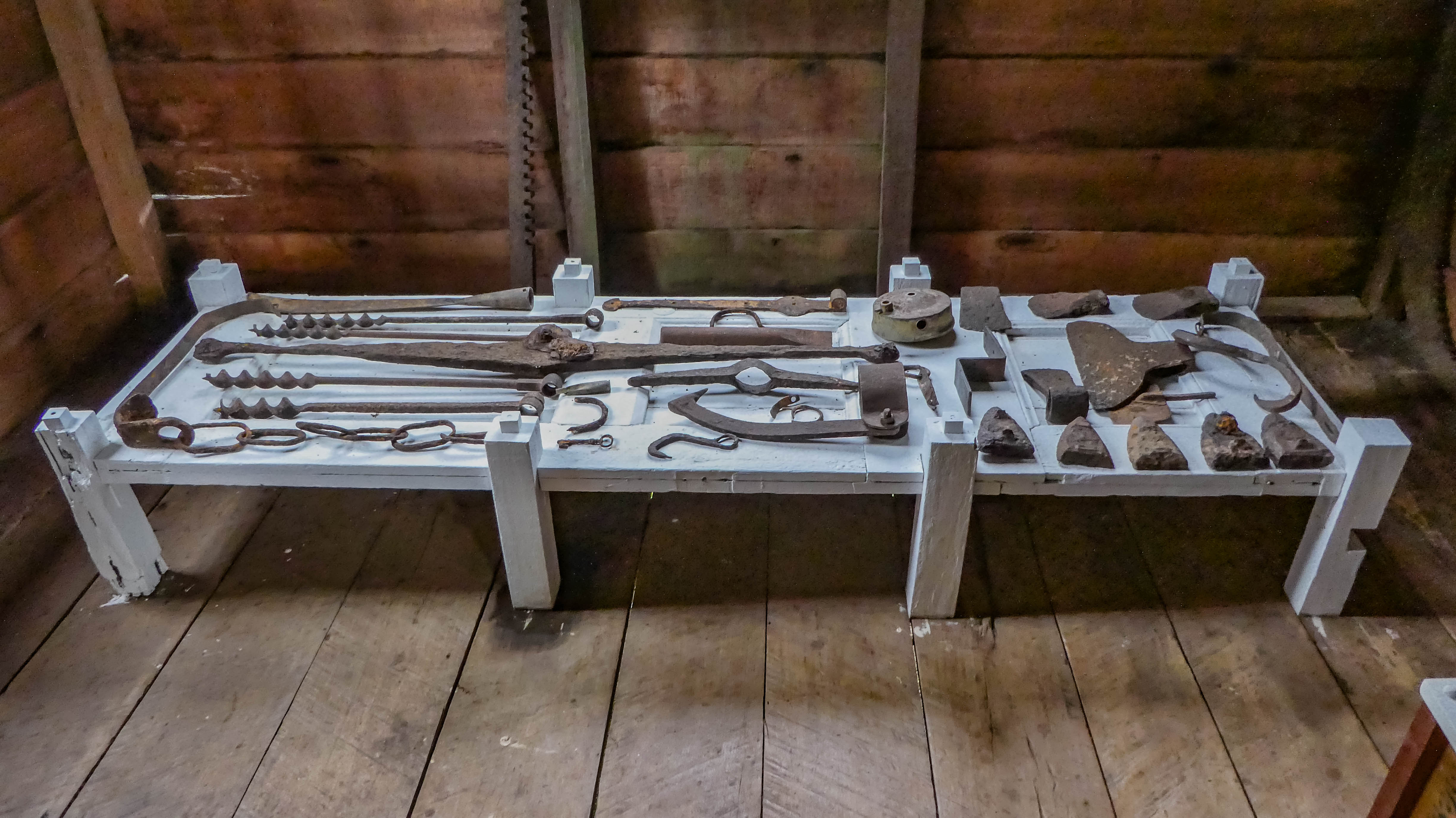
Stukken in het museum, 2016

De pas in de kolonie aangekomen Temming vond de plaats echter wel geschikt om met de aanplant van suikerriet te beginnen. Nog in hetzelfde jaar kende hij 1.500 akker (1 akker = ca. 0,43 ha) aan zichzelf toe, en bij een veiling kreeg hij gebouwen en de gronden van de goudmijn, tot dan eigendom van de Sociëteit van Suriname, in zijn bezit. Verder verwierf hij nog 2.000 akker aan de overkant van de Surinamerivier. Nog tijdens zijn ambtsperiode (1722-1727) -die in deze tijd meestal met de dood eindigde- bestond de suikerplantage uit een areaal van totaal 5.000 akker, die toen van 80 slaven werd bedreven.
Tijdens het bestuur van gouverneur Joan Raye (1735-1737), die in het huwelijk was getreden met Charlotte Elisabeth van der Lith, de weduwe van zijn voorgangers Hendrik Temming en Carel Emilius Henry de Cheusses (1728-1734), werd Berg en Dal in een houtplantage omgezet. Van der Lith (vaak in de geschiedschrijving "vrouw Audra" genoemd) was op dit tijdstip de enige eigenaresse van de plantage en was als zodanig zeer machtig. Ze kwam daarbij in aanvaring met gouverneur-generaal Jan Jacob Mauricius, die haar het "orakel der cabale" noemde. Uiteindelijk stierf ze in 1753, twee jaar na haar vijfde man. Vanaf 1774, toen haar dochter Johanna Baldina Couderc, geboren Temming, van Paramaribo naar Amsterdam verhuisde, werd de plantage Berg en Dal door administrateurs in Paramaribo beheerd. De eigenaren van de plantage waren daarna steeds buiten Suriname gevestigd.
In de eerste helft van de 19e eeuw lieten de (katholieke) directeuren cq blankofficieren van Berg en Dal sporadisch missionarissen toe tot de plantage. Dit onder de prefectuur van Jacobus Grooff.

## Emancipatie

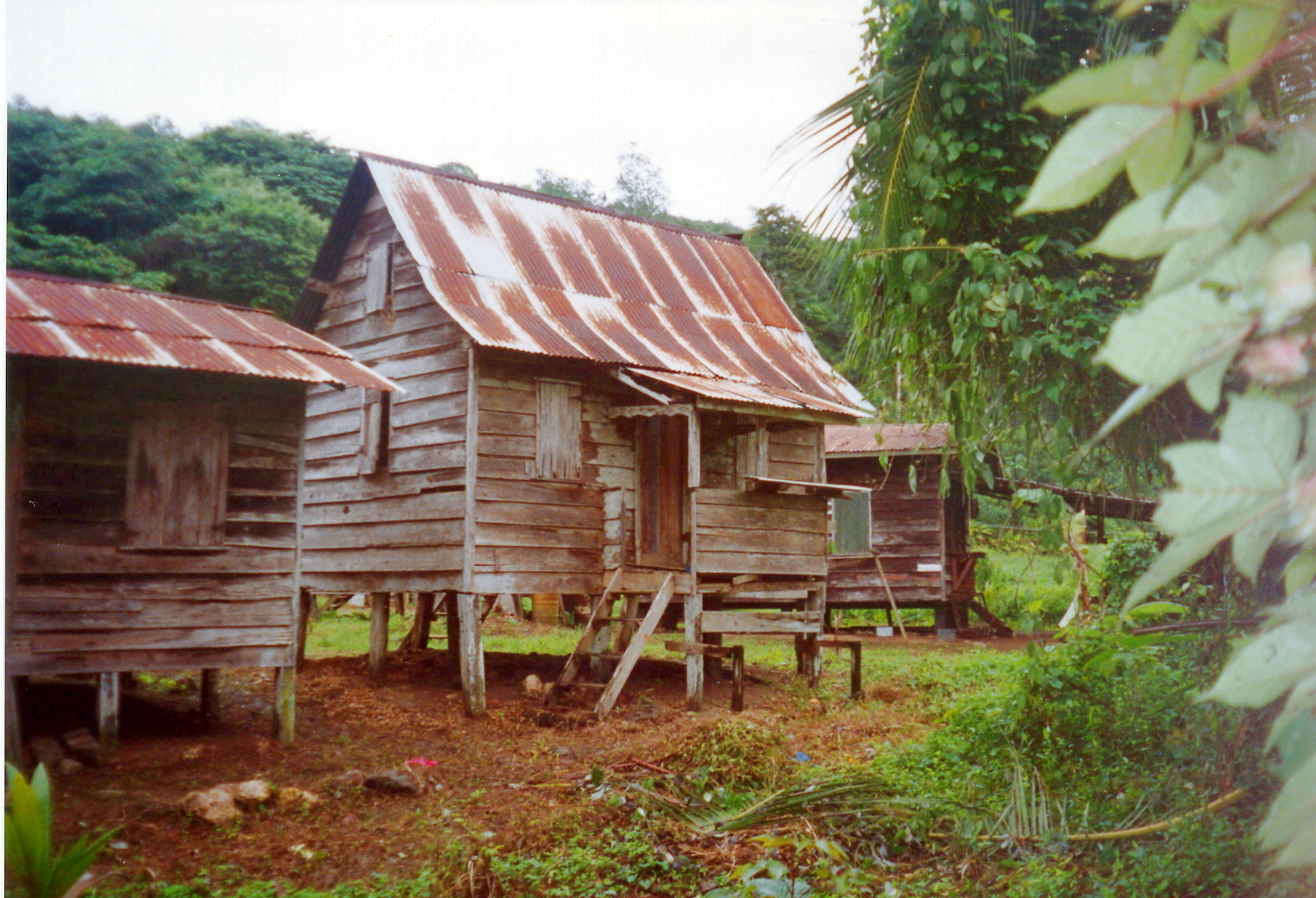
Typisch huis voor een slaven-huishouding op Berg en Dal; maart 2002

Op 1 juli 1863 werd de slavernij in Suriname beëindigd, de zogenoemde emancipatie (Sranan: keti koti). Als tegemoetkoming werd aan de eigenaren van de slaven voor hun verlies 300 gulden per slaaf uitbetaald. De eigenaren van de toen 315 slaven van Berg en Dal ontvingen dus 94.500 gulden.
De voormalige slaven-huishoudingen kregen nu achternamen in de moederslijn toegekend. In het geval van Berg en Dal onder meer de namen: Helstone, Herrenberg, Hongerbron, Horb, Lemberg, Muringen, Seedorf, Stutgart, Walden en Wondel.

## EBG-zendingspost
Korte na de emancipatie -en na overleg tussen de Nederlandse en de Duitse lijn- namen de nazaten en erven van Charlotte Elisabeth van der Lith het besluit tot verkoop van de plantage. Via de administrateur in Paramaribo, Guillaume J.A. Bosch Reitz kwam in 1870 het grootste gedeelte en in 1882 de rest van de plantage bij openbare verkoop in eigendom van de zendingsfirma van de Herrnhuter Brüdergemeine (EGBS), C. Kersten & Co (CKC) in Paramaribo. Van de zendingsdirectie in Herrnhut werd het besluit tot koop genomen om hier een hoofdzendingspost voor het zendingswerk in het bosland aan de Boven-Surinamerivier te stichten. Zendingswerk onder de slaven van Berg en Dal was, zoals op vele andere plantages, in de jaren dertig van de 19e eeuw mogelijk geworden. In 1839 werd op de plantage het eerste kerkje ingewijd dat tegelijk een schoolgebouw was voor de kinderen. Tot 1856 was het nog officieel verboden om aan slaven schrijfles te geven.

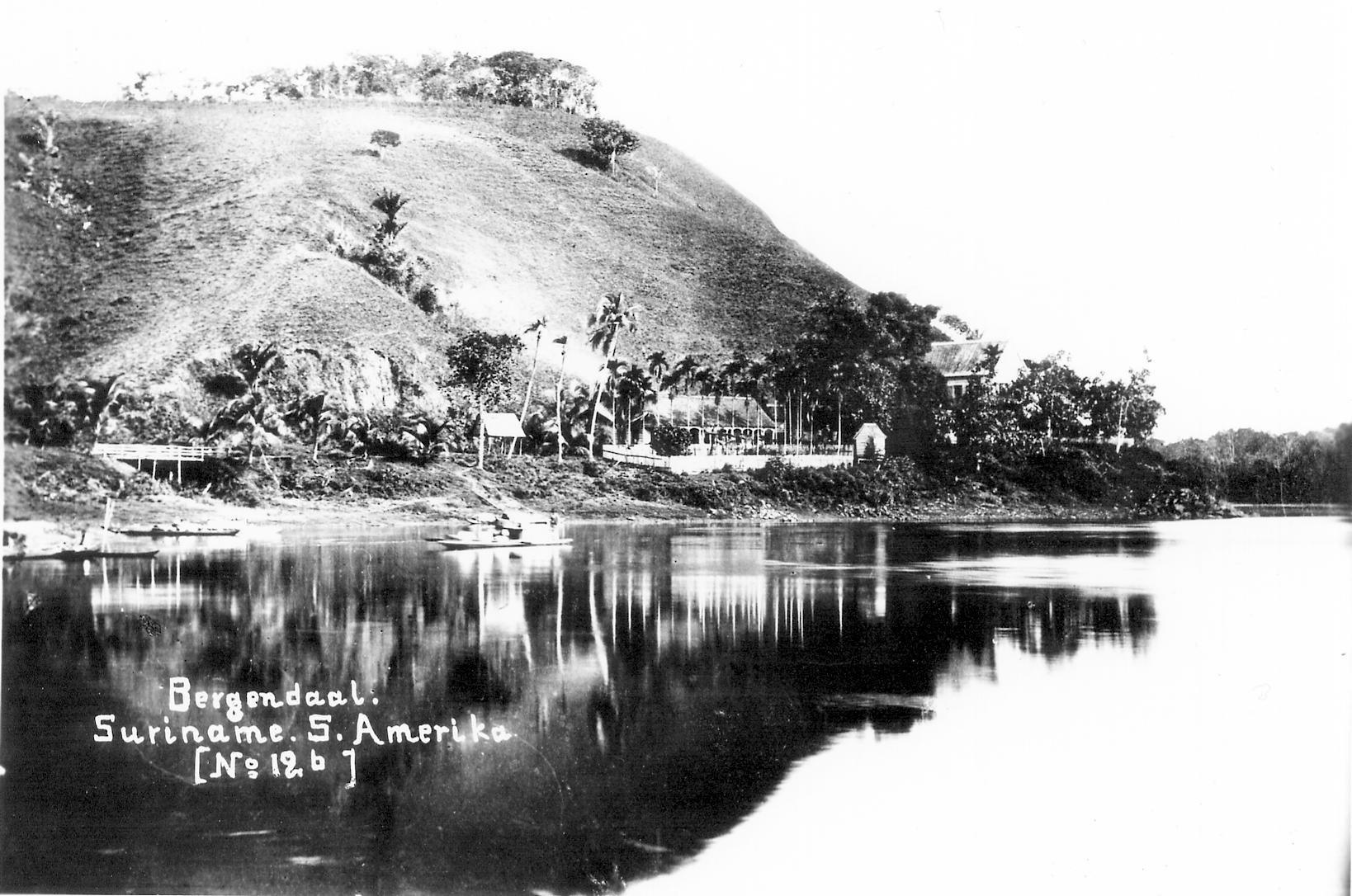
Blik op de Blauwe Berg, heren- en directeurhuis op Berg en Dal aan de Suriname; ca. 1880

Berg en Dal bestond rond 1870 uit een herenhuis, directeurhuis, kerk, klein hospitaaltje, timmerloodsen, kostgronden en enig vee. Het dorp bestond uit circa 80 kleine houten huizen en de houtgrond omvatte een areaal van 9750 akker. Het eerste zendelingenechtpaar, dat zich in 1870 op Berg en Dal had gevestigd, heette Lehmann. Zij werden in 1879 opgevolgd door het echtpaar Karl Wilhelm Raatz. Van zijn tweede vrouw, Malvine Raatz-Bartels, is een aquarel van de zendingspost bewaard gebleven. Het toont het zendelingenhuis, het politiestation en de kerk aan de voet van de Blauwe Berg. Karl Wilhelm Raatz overleed op 24 november 1885 en ligt op de Blauwe Berg begraven. Op de bergrug werd al tijdens de slavernij een begraafplaats aangelegd. Enige grafmonumenten zijn bewaard gebleven.
Ondanks de mooie ligging aan de rivier was Berg en Dal in de loop van de decenniën voor de Europese Zusters en Broeders van de EBG tot een gevreesd malaria-oord (Sranan: dede kondre) geworden. Deze door de zendelingen toen gebruikte term was misschien wat overdreven maar er was een probleem, de ligging van het dorp. In Suriname komt de wind meestal uit oostelijke richting. Omdat de gebouwen van de plantage op de westzijde staan - of hebben gestaan -, blijft de wind en de uitwasemingen achter het dorp "hangen". Vooral tijdens de regentijden had je hierdoor last van tropenziektes en door de slechte of helemaal ontbrekende medische zorg kwam het ook tot sterfgevallen. In 1914 werd Berg en Dal om die reden als hoofdzendingspost voor het bosland opgegeven.

## Politiestation, rechtbank

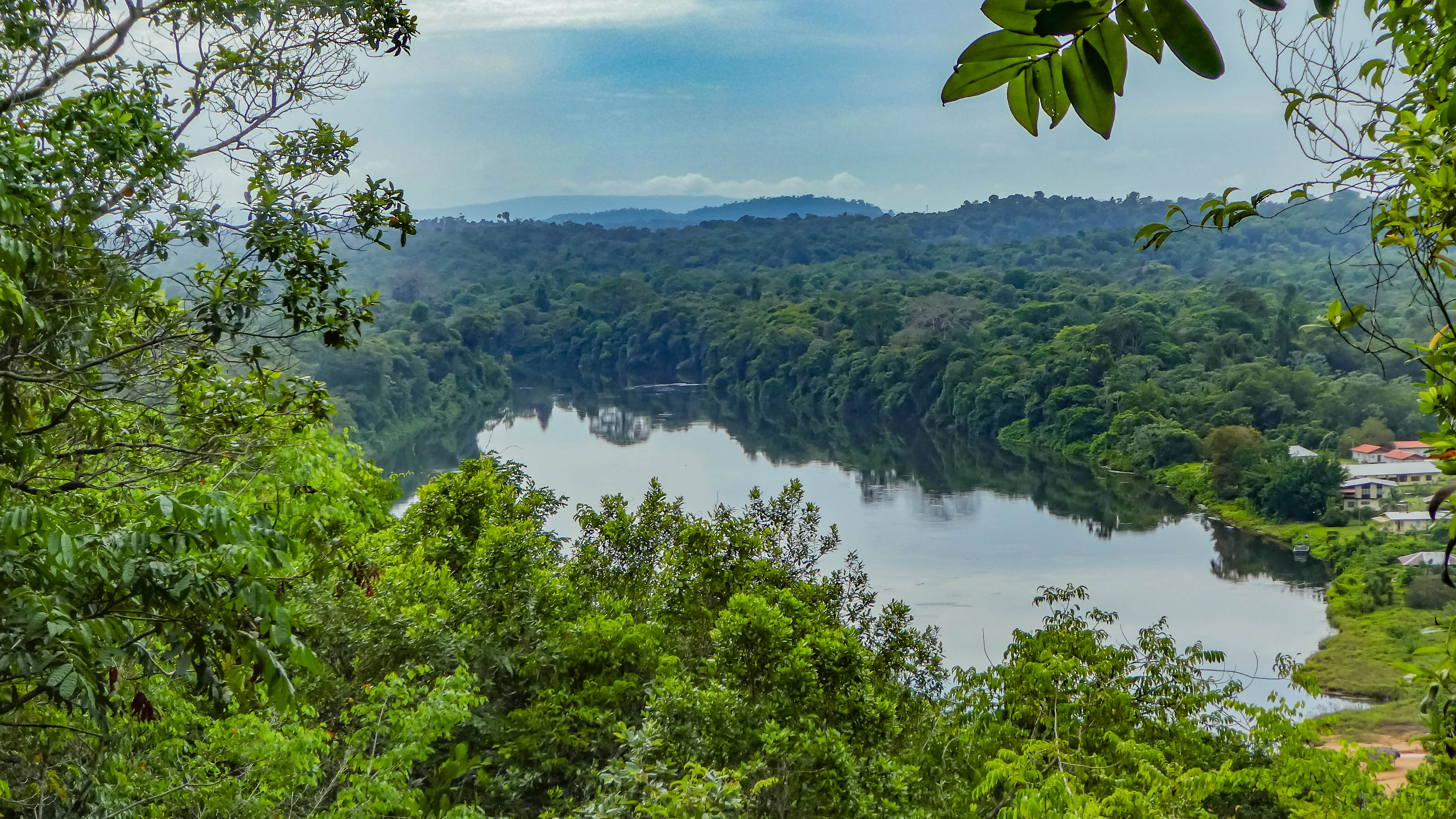
Berg en Dal vanaf de Blauwe Berg.

Aan het einde van de 19e eeuw werd een politiestation ingericht. De toen op de goudvelden boven Berg en Dal werkzame gouddelvers waren verplicht om zich hier telkens aan- en af te melden.
Bovendien was Berg en Dal af en toe rechtbank voor gerechtelijke behandelingen van misdaden op de goudmijnen.
In deze tijd bestond een regelmatige stoombootdienst van en naar Paramaribo.

## 20e eeuw
Met de aanleg door Suralco van een wegverbinding van Paramaribo-Paranam tot het Brokopondostuwmeer en de overdracht hiervan aan de overheid in 1968 werd Berg en Dal voor het eerst over de weg bereikbaar. Hiermee begon ook de aftocht van bewoners naar Paramaribo en elders.
Tijdens de binnenlandse oorlog in Suriname, van 1986 tot 1992, bereikte het inwonertal een dieptepunt. Berg en Dal was toen praktisch onbewoond.
De voormalige plantage is begin 21e eeuw nog steeds eigendom van CKC. Het is circa 2400 hectare groot, evenwichtig verdeeld aan weerszijden van de Surinamerivier.

## Toeristenresort
In 2003 werd het plan opgevat om de oude plantage tot een toeristenoord uit te bouwen. Dit in samenwerking met een van de grootste hotels in Paramaribo, het Krasnapolsky, eveneens eigendom van CKC. De Moravian Church Foundation in Amsterdam deed een haalbaarheidsstudie hiertoe.
In 2007 gaf president Venetiaan het startsein voor het ambitieuze ecotoeristisch project Berg en Dal. De totale investering van het project was geraamd op 8 miljoen US dollar; de eerste groot-investering in de toerisme-industrie in het binnenland van Suriname. Het project werd gefinancierd deels met eigen middelen, deels Nederlandse subsidie (Programma Samenwerking Opkomende Markten) en enkele private financiers, waaronder de Inter-Amerikaanse Ontwikkelingsbank (IDB). Verder werden aandelen uitgegeven aan strategische investeerders. Op 20 december 2008 werd Berg en Dal Eco & Cultural River Resort officieel geopend.
Het resort biedt luxe faciliteiten, inclusief 45 appartementen, een zwembad, een bar-restaurant, alsmede telecom-, medische en conferentiefaciliteiten. Het ressort biedt aan maximaal 150 gasten logeergelegenheden. Verder is er een museum en informatiecentrum over de plantage, een tokkelbaan (zipline) en worden andere activiteiten georganiseerd zoals, zoals wandel, boot- en kajaktochten en tours in de omgeving.

## Geboren
- Johannes Helstone (1853-1927), componist